# Alberto Zapater Arjol
Alberto Zapater Arjol (Eixea, 13 de juny de 1985) és un futbolista aragonès, que ocupa la posició de migcampista. Actualment juga al Reial Saragossa.

## Trajectòria
Format al planter del Reial Saragossa, destacant als equips filials. El 2004, l'entrenador Víctor Muñoz el puja a la pretemporada al primer equip, debutant a la Supercopa davant el València CF. Eixa temporada, la 04/05, ja es consolida al primer planter saragossista, tot sumant 31 partits.
A l'any següent només se'n perd tres partits i és finalista a la Copa del Rei, que es perd contra el RCD Espanyol. Durant les temporades posteriors continua ocupant un lloc fix als onzes inicials dels aragonesos. El 2008, baixa a Segona Divisió.
La campanya 08/09 el Zaragoza aconsegueix un ràpid retorn a la màxima categoria. El juliol del 2009 fitxa pel club italià del Genoa CFC per 4,5 milions d'euros.
El 17 de setembre de 2009, el migcampista marca el primer gol de la nova Europa League, en partit contra l'Slavia de Praga, als quatre minuts de l'inici del xoc.
L'estiu del 2010 forma part d'un intercanvi amb l'Sporting CP per Miguel Veloso. Després d'una sola temporada a Portugal torna a canviar d'aires, aquest cop a Rússia a les files del Lokomotiv de Moscou.
L'any 2016 tornà al Reial Saragossa on és titular indiscutible per l'equip aragonès.

## Internacional
Zapater va participar amb Espanya al Mundial Juvenil del 2005.